# گامای
گامای یک نوع انگور ارغوانی رنگ است که برای تهیه شراب قرمز استفاده می‌شود که مهم‌ترین آن در بوژولایس و دره لویر در اطراف تور کشت می‌شود. نام کامل آن Gamay Noir à Jus Blanc است. این یک رقم بسیار قدیمی است که در قرن ۱۵ نام ان نیز ذکر شده‌است. اغلب کشت می‌شده‌است، زیرا محصول فراوانی دارد. با این حال، زمانی که در خاک‌های اسیدی کاشته می‌شود، می‌تواند شراب‌های متمایز تولید کند، که به نرم شدن اسیدیته طبیعی بالای انگور کمک می‌کند.